# Hồ Xuân Hương

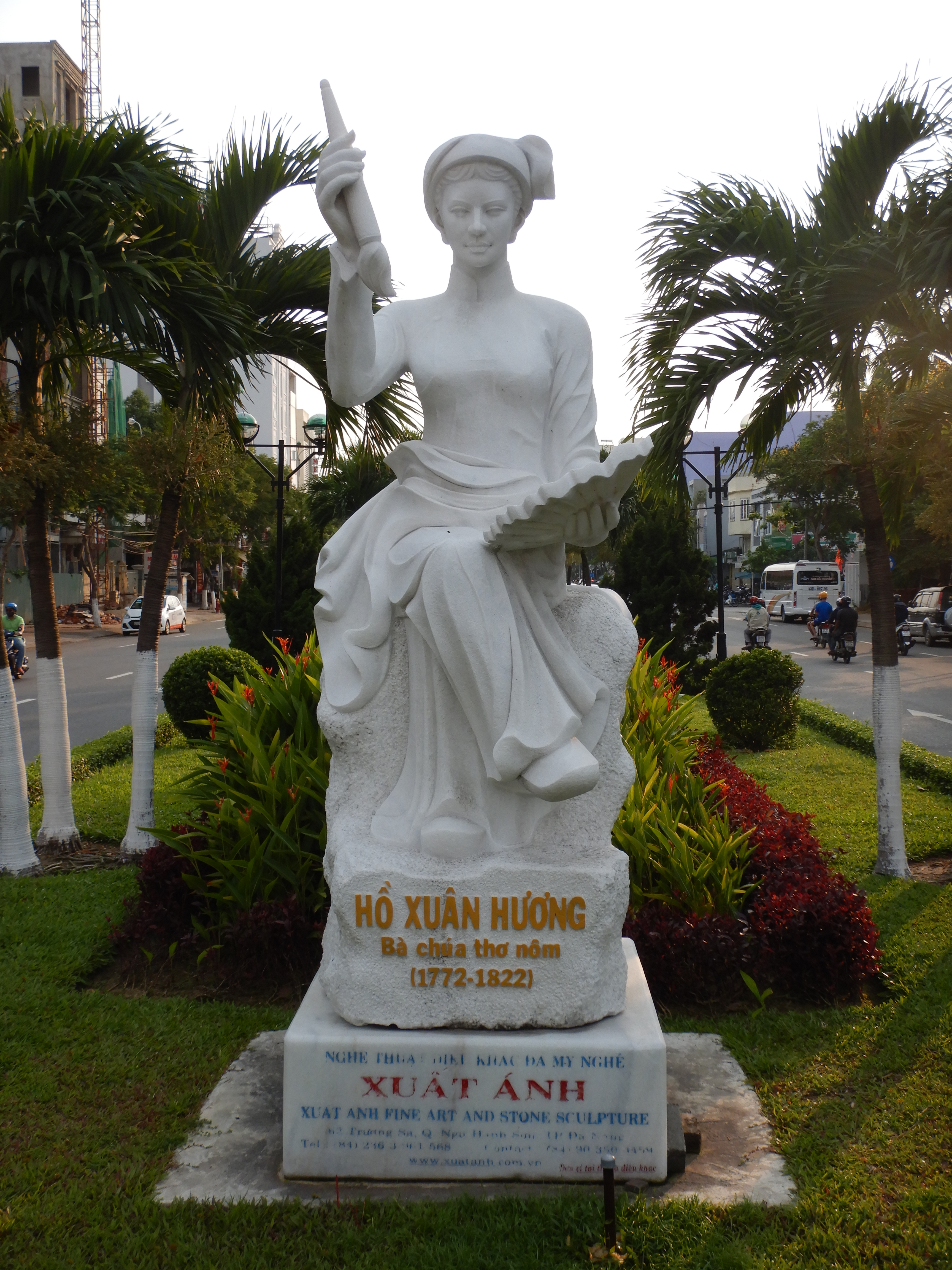
Hồ Xuân Hương

Hồ Xuân Hương (1772-1822) (胡春香, pinyin Hú Chūnxiāng) fue una poetisa vietnamita en chữ nôm nacida al final de la dinastía Lê. Considerada una de las figuras más importantes de la poesía de su país.

## Biografía
Los hechos de su vida son difíciles de esclarecer. Al ser una concubina en una sociedad confucianista, su trabajo le enseñó a ser una mujer de mente independiente que se resistía a las normas sociales a través de sus comentarios políticos y el uso de humor y expresiones que hacían referencia al sexo. Sus poemas son a menudo irreverentes y están llenos de dobles sentidos, pero se consideran eruditos. 
Su deseo de escribir en nôm en vez de en chino tradicional contribuyó a su prominencia en el siglo XVIII.

No todos los días un poeta consigue salvar un idioma, aunque algunos podrían argumentar que ese es precisamente el objetivo de la poesía.
Publishers Weekly.

## Obra
- Perfume primaveral (Versión, prólogo y notas de Jesús Munárriz. Ilustraciones de María Teresa Vivaldi). Madrid, Ediciones Hiperión, 1996. ISBN 978-84-7517-479-9[3]